# アドリフ・ヨッフェ
アドリフ・アブラーモヴィチ・ヨッフェ（ロシア語: Адольф Абрамович Иоффе, 1883年10月10日 - 1927年11月16日）は、ロシアの革命家、ソビエト連邦の政治家、外交官。

## 革命家としての経歴
クリミア半島のシンフェロポリにて、裕福なカライ派ユダヤ人の家庭に生まれ、そして1900年、まだ高校生のときに社会民主主義者となった。高校卒業後、ベルリン大学で学ぶ。
1903年、正式にロシア社会民主労働党に入党。1904年、逮捕から逃れるために、バクーに向かった。その後、モスクワに移ったが、再び逃亡せざるを得ず、このときは国外に逃れた。1905年1月9日の血の日曜日事件の後、ヨッフェはロシアに帰還し、そしてロシア第一革命において活動した。1906年初め、亡命を余儀なくされ、同年5月にドイツから放逐されるまでベルリンに滞在した。
ロシアにおいて、ヨッフェはロシア社会民主労働党内のメンシェヴィキ派に近かった。しかしながら、1906年5月にウィーンに移住した後、彼はレフ・トロツキーの路線に近くなり、1908年から1912年までトロツキーによる『プラウダ』の編集を手助けし、その一方で、医学および精神分析学を学んでいた。
また、その家財を『プラウダ』の資金として提供した。
1912年、ヨッフェはウクライナのオデッサ訪問中に逮捕され、10ヶ月間の投獄の後、シベリアに追放された。

## 二月革命
1917年、ヨッフェは2月革命によりシベリアの追放地から解放され、クリミアに戻った。クリミアの社会民主党は彼を代表として首都ペトログラードに送り込んだが、彼はすぐに国際革命路線に転向した。これにより、より穏健なメンシェヴィキに支配された組織内に彼が留まることは不可能となった。その代わり、彼は帰国したばかりのトロツキーとともに、軍と行動を共にすることになった。
1917年5月、ヨッフェとトロツキーは一時、地区連合派 (межрайонцы) に属し、これは7月26日-8月3日（1918年2月までは旧暦表示）の第6回ボリシェヴィキ党大会で統合された。この大会で、ヨッフェは中央委員会委員候補（投票権なし）に選出されたが、その2日後の8月5日には中央委員に昇格した。中央委員会メンバーの何人かは獄中にあるか、潜伏しているか、ペトログラードから離れた所におり、そのため会議には出席できず、ヨッフェが常設「幹部」局のメンバーとされた。8月6日、ヨッフェは中央委員会書記局の代理局員となり、8月20日にはボリシェヴィキ機関紙『プラウダ』（一時は法的理由により『プロレタリー』と改名）の編集局員となった。
ヨッフェは1917年秋に、ペトログラード・ドゥーマ（市議会）のボリシェヴィキ派の長となり、9月14日 - 22日に開かれた民主主義派会議 (Democratic Conference) のドゥーマ代表の1人を務めた。ヨッフェはレーニンとトロツキーに従い、民主主義派会議により創設された諮問機関「予備議会」 に、ボリシェヴィキが参加することに反対したにもかかわらず、その運営は民主主義派会議におけるボリシェヴィキ代議員の多数派により主導され、彼は予備議会のボリシェヴィキ議員となった。2週間後の10月7日、より過激なボリシェヴィキ派が勝利すると、ヨッフェと他のボリシェヴィキたちは予備議会から退席した。
1917年10月、ヨッフェは、グリゴリー・ジノヴィエフとレフ・カーメネフらの穏健路線に対抗し、レーニンとトロツキーの革命路線を支持して、党規の明白な不履行を理由に、彼らを中央委員会から追放することを求めた。ヨッフェは、10月25～26日にロシア臨時政府を打倒したペトログラード共和国革命軍事会議の議長を務めた。革命の直後に彼は、他の社会主義諸政党と権力を分かち合うべきと主張するジノヴィエフ、カーメネフ、ルイコフ、その他ボリシェヴィキ中央委員会委員に対抗し、レーニンとトロツキーを支持した。

## ブレスト＝リトフスク
1917年11月30日から1918年1月まで、ヨッフェはドイツとの休戦交渉のためにブレスト＝リトフスクに派遣されたソビエト代表団の団長であった。1917年12月22日、ヨッフェは平和条約に向けてのボリシェヴィキ側の前提条件として、下記の項目を告知した。
- 戦争で得られた領土を強制的に併合しない
- 戦争で奪われた国家の独立を回復する
- 戦前の民族集団の独立性は、独立問題を決定する国民投票により認められるべき
- 多文化地域は可能な限り文化的に独立させ独自の法によって統治されるべき
- 無賠償。個人の損害は、国際基金により補償されるべき
- 植民地問題は1～4条に従い解決されるべき

ヨッフェは1917年12月2日、中央同盟国との休戦協定に署名したにもかかわらず、翌1918年2月にトロツキーが恒久的講和条約を拒否すると、彼を支持した。一旦、ボリシェヴィキ中央委員会が1918年2月23日、ブレスト＝リトフスク条約への署名を決定すると、ヨッフェはソビエト代表団の一顧問の地位にとどまることで抗議した。
1918年3月6日から8日に行った第7回ボリシェヴィキ臨時党大会で、ヨッフェは中央委員に再選出されたが、唯の委員候補（投票権なし）であった。3月末にソビエト政府がモスクワに移転したとき、彼はペトログラードに残り、そして4月に駐独ソビエト全権代表（大使）に任命されるまで、彼は中央委員会ペトログラード局のメンバーとして働いた。1918年8月27日、彼は独ソ補足条約に署名した。 1918年11月6日、ドイツの敗戦とドイツ革命勃発の文字通り数日前、ヨッフェを長とするベルリンのソビエト代表部は、ドイツにおける共産党の蜂起を準備した廉で国外追放された。

## 外交官としての経歴
1919年から1920年、ヨッフェは労働・防衛会議議員およびウクライナ共和国国家統制人民委員（大臣）を務めた。彼は1919年3月の第8回党大会において、中央委員に再選されず、もはや指導的地位に就くことはなかった。ヨッフェは1920年10月、ポーランドと休戦協定について交渉し、さらに同年末にはエストニア、ラトビア、リトアニアと講和条約について交渉した。1921年、彼はポーランド・ソビエト戦争を終わらせるため、リガ平和条約をポーランドとの間に結んだ。そして、最高会議及び人民委員会議のトルキスタン使節団の副団長に任ぜられた。
ヨッフェは1922年2月のジェノア会議においてソビエト代表団の一員となり、ソビエトが会議から脱退した後、中国大使に任命された。1923年1月には、ヨッフェは孫文との間で、後者が中国共産党と協力するという仮定から、中国国民党を支援する協定「孫文・ヨッフェ共同宣言」に署名した。
中国訪問後の1923年1月に、ヨッフェは日ソ関係改善のため、後藤新平の招きにより訪日した。外交官川上俊彦らと予備交渉したが、来日中に病気が悪化したため、8月に離日。しかし、この外交努力は無駄ではなく、1925年1月20日にレフ・カラハンらにより、北京での日ソ基本条約締結に至った。
これらの交渉は長期かつ多岐にわたったが、ヨッフェが重病となってモスクワに帰還せざるを得なくなったために、失敗に終った。少し回復した後、1924年にイギリスへのソビエト代表使節を務め、1924年 - 1926年には駐オーストリア・ソビエト全権代表を務めた。1926年頃から健康が衰え、ボリシェヴィキ指導部との意見の相違により、非常勤とならざるを得なかった。自身は外交活動に専念しようとしたが、しかし病気のため難しいことが明らかとなった。

## 抵抗と自殺
ヨッフェはボリシェヴィキで左翼反対派に属し、1920年代を通してレフ・トロツキーの友人かつ忠実な支持者であった。1927年末まで彼は重病となり、極度の痛みを伴い、ベッドを離れられなかった。共産党のスターリン指導部により、国外における治療を拒絶され、1927年11月12日にトロツキーが共産党中央委員会から追放され数日後、ヨッフェは自殺した。直前にトロツキー宛に別れの手紙を残したが、その手紙は秘密警察に押収され、後年にはヨッフェとトロツキーを貶めるために、スターリン派の手により選択的に引き合いに出された。ヨッフェの葬儀におけるトロツキーの弔辞は、ソビエト連邦内における最後の公式演説となった。
ヨッフェの娘、ナジェージダ・ヨッフェはトロツキストの活動家であり、スターリンによる投獄と強制労働を生き延び、そして回想録『回顧録――私の人生、私の運命、私の時代』（訳書は下記）を出版した。